# Centrum Wyszkolenia Oficerów Lotnictwa (CWOL)
Centrum Wyszkolenia Oficerów Lotnictwa (CWOL) – jednostka szkoleniowa polskiego lotnictwa w okresie w II Rzeczypospolitej. Była zlokalizowana w Dęblinie, działała w latach 1929-1937.

## Historia
Ośrodek szkoleniowy w Dęblinie powstał w 1929 r. w związku z przyjętą nową organizacją polskiego lotnictwa. Powołanie nastąpiło na podstawie Rozkazu Departamentu Aeronautyki Ministerstwa Spraw Wojskowych L.dz. 700/tjn. 29 Og-Org. z 6 czerwca 1929 r. Zadaniem CWOL miało być szkolenie kadr zawodowych lotnictwa i rezerwy personelu latającego.
W skład Centrum wchodziły:
- Komenda CWOL,
- Dział Nauk (wyłączony ze Szkoły Podchorążych Lotnictwa),
- dywizjon ćwiczebny,
- baza lotnicza,
- Szkoła Podchorążych Lotnictwa,
- Szkoła Podchorążych Rezerwy Lotnictwa,
- Stały Kurs Pilotażu dla Oficerów Młodszych Lotnictwa,
- Tymczasowy Ośrodek Szkolenia Specjalistów Lotnictwa,
- kursy doskonalące (m.in. dowódców eskadr, oficerów taktycznych, pilotażu nocnego.

W Centrum pilotów szkolono w ramach kursu niższego pilotażu. Poza szkoleniem od podstaw personelu lotniczego CWOL organizował również kursy przeszkalające oficerów innych broni na obserwatorów. Po kilkumiesięcznym kursie w Centrum oficerowie byli kierowani na roczny staż do pułków lotniczych. Po jego ukończeniu byli przenoszeni do korpusu oficerów lotnictwa. Przejęcie od Szkoły Podchorążych Lotnictwa organizacji kursów specjalistycznych znacznie odciążyło SPL i usprawniło jej funkcjonowanie.
Do dyspozycji dywizjonu ćwiczebnego Centrum przekazano znaczną ilość samolotów. W 1934 r. dywizjon dysponował 93 samolotami różnych typów (26 Potez XV, 3 Potez XXV, 6 Potez XXVII, 2 Hanriott, 1 Farman F-60 Goliath, 2 Bartel BM-4. W miarę rozwoju Centrum lotnisko dęblińskie nie spełniało oczekiwań wynikających z intensywności szkolenia. Aby sprostać zwiększonej liczbie uczniów i zapewnić wymaganą liczbę lotów dziennie do dyspozycji CWOL oddano nowo zbudowane lotniska w Ułężu, Stężycy, Zajezierzu i Podlodowie.
CWOL zakończył działalność w 1937 r. kiedy to został przemianowany Rozkazem Dziennym nr 187 z 17.08.1937 na Centrum Wyszkolenia Lotnictwa nr 1 w Dęblinie.

## Komendanci CWOL
W okresie działania CWOL funkcję jego komendantów pełnili:
- płk dypl. pil. Stanisław Ujejski,
- płk pil. Franciszek Wieden,
- płk pil. Wacław Iwaszkiewicz.